# Psilosticha attacta
Psilosticha attacta là một loài bướm đêm trong họ Geometridae.